# Federico Brini
Federico Brini (Terni, 25 gennaio 1929 – Roma, 14 dicembre 2007) è stato un politico italiano.

## Biografia
Esponente del Partito Comunista Italiano, nel 1972 viene eletto deputato, confermando il proprio seggio anche alle elezioni del 1976 e del 1979. Conclude il mandato parlamentare nel 1983. 
Muore all'età di 78 anni, nel dicembre 2007.